# Ali Bommasandra, Anekal
Ali Bommasandra là một làng thuộc tehsil Anekal, huyện Bangalore Urban, bang Karnataka, Ấn Độ.